# Mount Holly (New Jersey)
Mount Holly település az Amerikai Egyesült Államok New Jersey államában, Burlington megyében, melynek megyeszékhelye is. Lakosainak száma 9981 fő (2020. április 1.).

## Népesség
A település népességének változása:

| 2010 | 9 536 |
| 2020 | 9 981 |